# Nólsoyarfjørður
Koordinaten: 61° 58′ 0″ N, 6° 42′ 0″ W

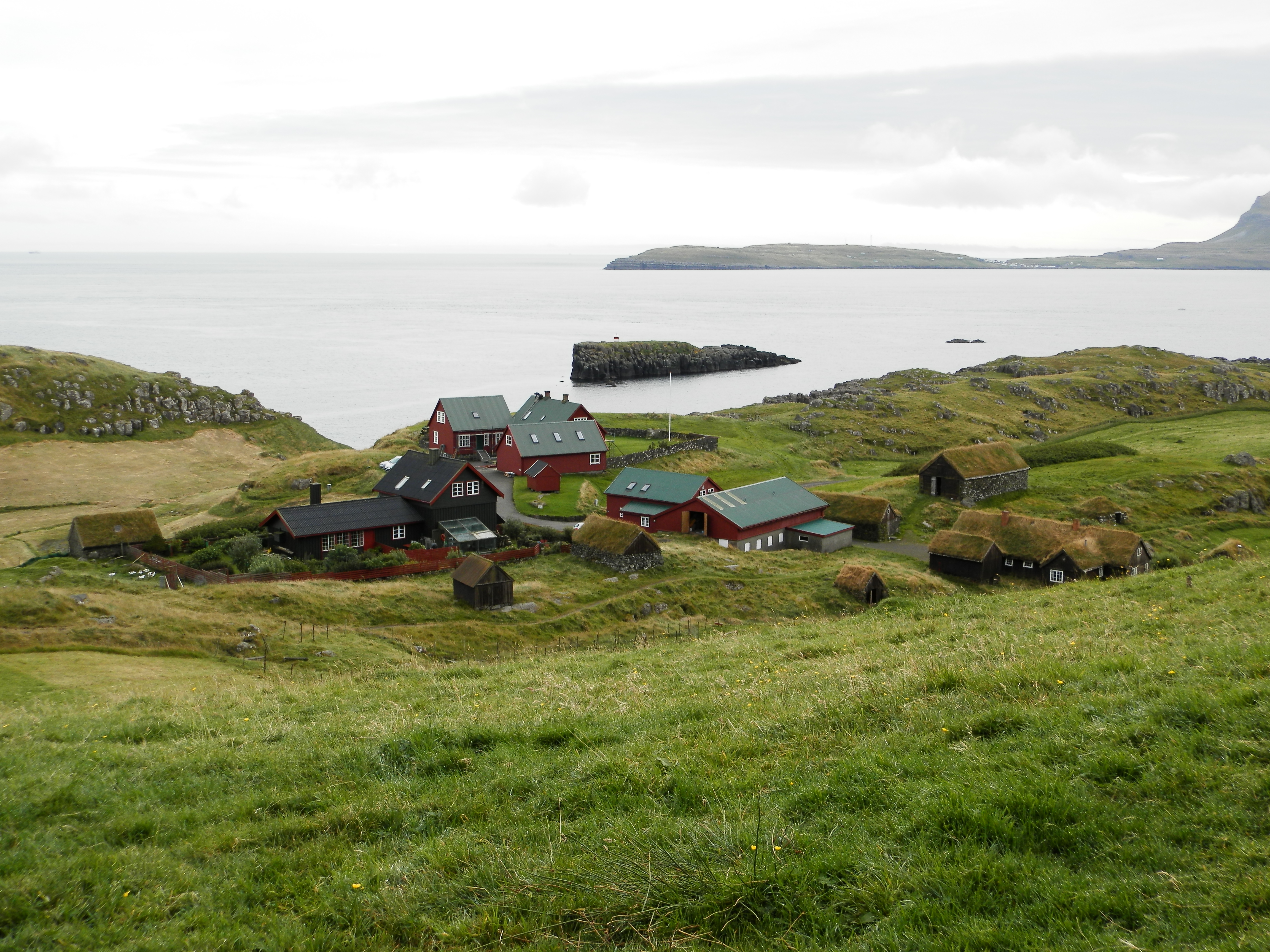
Blick von Hoyvík über den Nólsoyarfjord mit Hoyvíkshólmur und Nólsoy im Hintergrund

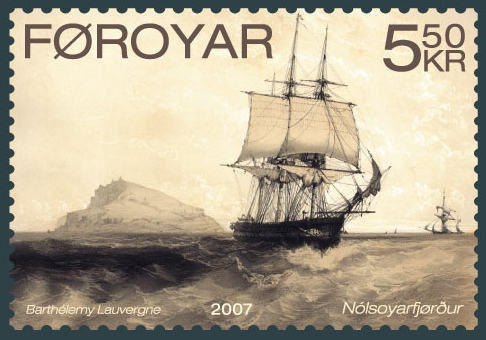
Fahrt über den Nólsoyarfjørður 1839 mit der Insel Nólsoy im Hintergrund.

Der Nólsoyarfjørður [ˈnœlsjaɹˌfjøːɹʊɹ] (dänischer Name Nolsøfjord) ist eine Meerenge der Färöer zwischen den Inseln Streymoy im Westen und Nólsoy im Osten, nach der sie benannt ist.

## Geografie
Im Süden beginnt die Meerenge bei der Landspitze Kirkubønes auf Streymoy und dem Leuchtturm Borðan auf Nólsoy. Nördlich begrenzt wird der Nólsoyarfjørður durch die Nordspitze Nólsoys im Osten und Hoyvík im Westen.
An der Landspitze Kirkjubønes mündet die Meerenge Skopunarfjørður, die Streymoy von dem Süden des Archipels trennt. Wie dieser, ist auch der Nólsoyarfjørður eine Isoglosse der färöischen Sprache, da Nólsoy einen eigenen Dialekt hat.
Nördlich des Nólsoyarfjørðurs beginnt der Tangafjørður zwischen Streymoy und Eysturoy.

## Verkehr
Der Nólsoyarfjørður ist die meist befahrene Wasserstraße der Färöer, da sie am Hafen von Tórshavn liegt. Hier liegen oft große Schiffe auf Reede. Über den Nólsoyarfjørður verkehrt mehrmals täglich die Fähre zwischen Tórshavn und Nólsoy.

## Wettschwimmen
Einmal jährlich wird seit 1997 der 4 km breite Nólsoyarfjørður anlässlich der Ovastevna von einigen Färingern durchschwommen. Damit wollen sie Ove Joensens Vermächtnis aufrechterhalten und Geld für eine Schwimmhalle auf Nólsoy sammeln.
Der Rekord stammt von 2004 und liegt bei 1 Stunde 17 Minuten.